# 約翰·蘭迪斯
約翰·大衛·蘭迪斯（英語：John David Landis，/ˈlændɪs/，1950年8月3日—），美國男導演、製片人、編劇、演員和喜劇演員。他以拍攝喜劇片而聞名，知名作品如《小銀幕大電影》（1977年）、《動物屋》（1978年）、《福祿雙霸天》（1980年）、《美國狼人在倫敦》（1981年）、《陰陽魔界》（1983年）、《來去美國》（1988年），以及麥可·傑克森的MV《顫慄》（1983年）。

## 早期生活
約翰·蘭迪斯出生於伊利诺伊州芝加哥的一個犹太人家庭。母親雪莉·萊文（Shirley Levine）的娘家姓為馬加奇納（Magaziner），是名室內設計師；父親馬歇爾·蘭迪斯（Marshall Landis）則是裝潢工。當蘭迪斯四個月大時，隨父母搬到了加利福尼亞州洛杉磯。蘭迪斯雖然在加利福尼亞度過了童年，但仍將芝加哥稱為他的家鄉。他還是芝加哥白襪棒球隊的粉絲。

蘭迪斯曾在小時候觀看了《辛巴達七航妖島》（1958年）而激發了他成為導演的想法：
我不敢置信－真的，我當時8歲且身臨其境，我在那條從龍到來的海灘上與那隻獨眼巨人作戰。真讓我眼花撩亂，我完全被它擄獲。因此，我坐在那看了兩遍，到家後，我問媽媽：「誰做的？誰來拍電影？」

## 作品列表
- 《便宜貨（英语：Schlock (film)）》（1973）
- 《小銀幕大電影（英语：John Landis）》（1977）
- 《動物屋》（1978）
- 《福祿雙霸天》（1980）
- 《美國狼人在倫敦》（1981）
- 《即將上映（英语：Coming Soon (1982 film)）》（1982）
- 《你整我，我整你》（1983）
- 《陰陽魔界（英语：Twilight Zone: The Movie）》（1983）
- 《顫慄（英语：Michael Jackson's Thriller (music video)）》（1983）
- 《皇家密殺令（英语：Into the Night (1985 film)）》（1985）
- 《要蘇俄吃癟（英语：Spies Like Us）》（1985）
- 《正義三兄弟（英语：Three Amigos）》（1986）
- 《魔幻波（英语：Amazon Women on the Moon）》（1987）
- 《來去美國》（1988）
- 《彈指威龍（英语：Oscar (1991 film)）》（1991）
- 《午夜獵物（英语：Innocent Blood (film)）》（1992）
- 《霹靂炮》（1994）
- 《蠢蛋一族（英语：The Stupids (film)）》（1996）
- 《福祿雙霸天2000（英语：Blues Brothers 2000）》（1998）
- 《殺夫連環計（英语：Susan's Plan）》（1998）
- 《Slasher（英语：Slasher (2004 film)）》（2004）
- 《Mr. Warmth: The Don Rickles Project（英语：Mr. Warmth: The Don Rickles Project）》（2007）
- 《房間就是太平間（英语：Burke & Hare (2010 film)）》（2010）

## 外部連結
- 約翰·蘭迪斯在互联网电影资料库（IMDb）上的資料（英文）
- 在AllMovie上約翰·蘭迪斯的頁面（英文）
- 80's Movie Rewind Profile about Director （页面存档备份，存于）
- Daily Variety, May 24, 1994: Spotlight on John Landis — Billion Dollar Director （页面存档备份，存于）

訪談
- Interview with John Landis